# Съединение (област Стара Загора)
Вижте пояснителната страница за други значения на Съединение.
Съединение е село в Южна България. То се намира в община Братя Даскалови, област Стара Загора.

## История
През османския период селото носи името Калфа. Съхранени са архивни документи, описващи списък на жители на Калфа, участвали в Съединението и убити на 6 септември 1885 г.

## Културни и природни забележителности
Паметникът в село Съединение е композиция от чешма и паметна плоча и е построен на лобното място на загинали на 6 септември 1885 година за Съединението на Северна и Южна България родолюбци от Чирпан и Сливен. В долния край на плочата има надпис „Слава на патриотите!“.
Чествания: 6 септември – Ден на Съединението на Княжество България и Източна Румелия.

## Допълнително четиво
- Тодор К. Енев, Село Съединение (Калфа), Старозагорска област. Книга 2: Промяна на посоката